# 宇部岬站
宇部岬站（日语：／ Ubemisaki eki */?）是位於山口縣宇部市松山町五丁目4番6號，西日本旅客鐵道（JR西日本）的宇部線車站。此站是山口縣最南車站。

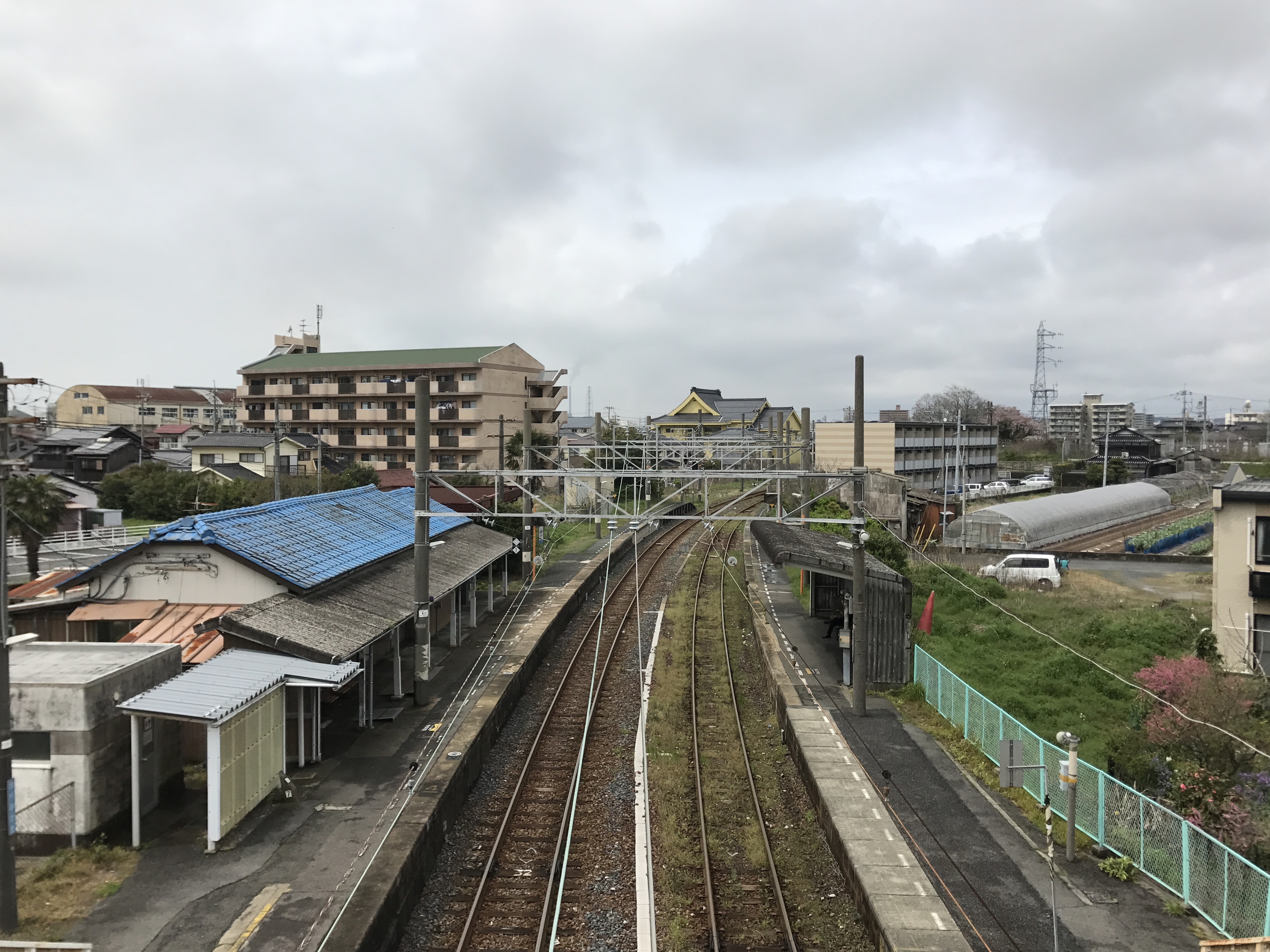
月台全景（2017年4月）

## 歷史
- 1923年（大正12年）8月1日 - 宇部鐵道（日语：宇部鉄道）宇部新川站至床波站之間開通，此站啟用。
- 1943年（昭和18年）5月1日 - 宇部鐵道被國有化。成為國有鐵道宇部東線車站。
- 1948年（昭和23年）2月1日 - 宇部東線改名為宇部線，此站成為宇部線車站。
- 1964年（昭和39年）3月 - 宇部普西康專用線開通。
- 1969年（昭和44年）9月1日 - 宇部普西康專用線開始設有貨櫃運送業務。
- 1985年（昭和60年）3月14日 - 結束行李起卸業務。
- 1987年（昭和62年）
  - 4月1日 - 伴隨國鐵分割民營化，車站由西日本旅客鐵道（JR西日本）和日本貨物鐵道（JR貨物）營運。
  - 9月29日 - 宇部普西康專用線廢止。
- 2009年（平成21年）10月18日 - 前往中央玻璃的貨運列車結束行駛。
- 2012年（平成24年）9月28日 - 成為無人車站。
- 2014年（平成26年）4月1日 - JR貨物車站廢止，結束貨物起卸業務[1]。

## 車站構造
車站是一座地面車站，設有2面2線的相對式月台，可進行列車交會。車站大樓位於下行月台側，兩月台之間設有跨線橋連接。在平日及星期六設有來往宇部站、宇部新川站至此站之間的區間列車，這些列車會使用上行月台折返。
此站是由山口地域鐵道部（宇部新川站）管理的無人車站。此站設有自動售票機。曾經此站設有POS終端，當時為簡易委託車站。車站內設有廁所。

### 月台
| 月台 | 路線    | 上下行 | 方向                     | 備註                |
| ---- | ------- | ------ | ------------------------ | ------------------- |
| 1    | ■宇部線 | 下行   | 宇部新川、居能、宇部方向 | 部分列車使用2號月台 |
| 2    | ■宇部線 | 上行   | 床波、新山口方向         |                     |

## 使用狀況
以下為近年使用人次：
| 乘車人次變化 | 乘車人次變化 |
| 年度         | 1日平均人次  |
| ------------ | ------------ |
| 1999         | 379          |
| 2000         | 380          |
| 2001         | 362          |
| 2002         | 261          |
| 2003         | 256          |
| 2004         | 249          |
| 2005         | 255          |
| 2006         | 228          |
| 2007         | 224          |
| 2008         | 225          |
| 2009         | 223          |
| 2010         | 210          |
| 2011         | 216          |
| 2012         | 212          |
| 2013         | 202          |
| 2014         | 206          |
| 2015         | 211          |
| 2016         | 217          |
| 2017         | 203          |
| 2018         | 215          |

## 貨物起卸、專用線

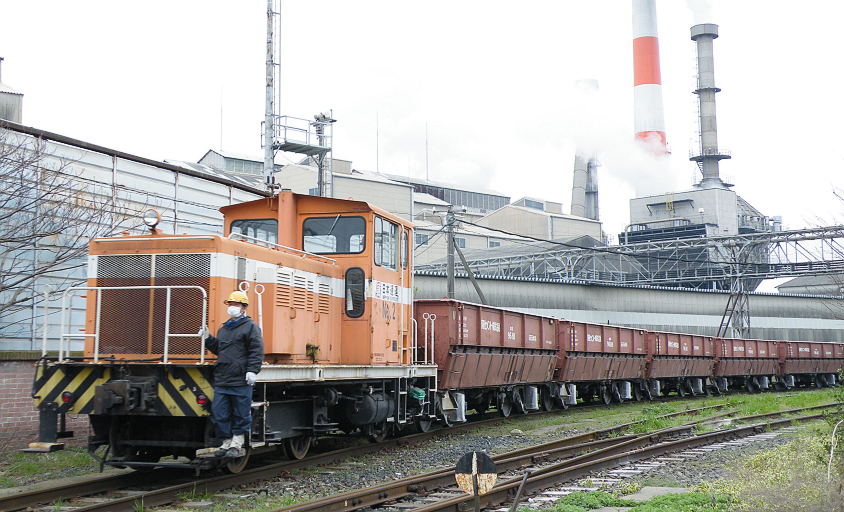
專用線（2009年）

此站除了是一座旅客車站外，曾經同時為日本貨物鐵道（JR貨物）的貨運車站。在該處設有來自專用線的車載貨物。
在車站西邊設有中央玻璃宇部工場。在此站至該工場之間設有1公里的專用線。該專用線上設有運送石灰石從美禰線重安站（最接近太平洋水泥重安礦業所）前往該工場的專用貨物列車。由於宇部站以東區間的月台長度有限，因此該貨運列車會在厚狹站分成兩組列車，並運送2次。因此在宇部線內設有2往返貨運列車班次。此站設有牽引貨物列車的機車專用的上下行本線機走線。在2009年（平成21年）10月18日結束貨物運輸。
曾經在此站至中央玻璃宇部工場的專用線上，設有前往UMG ABS宇部工場（前・宇部普西康宇部工場）專用線。該專用線上設有運送貨櫃的貨運列車行走，該列車在1987年（昭和62年）廢止。

## 車站周邊
在炭礦關閉後，車站周邊變得冷清。在1999年（平成11年），Fuji GRAND宇部開幕後，車站周邊開始有許多商業設施。

| 商業設施 - 大戶屋宇部昭和町店 - 小島NEW山口宇部機場店 - 時尚中心思夢樂昭和店 - Park Lane宇部 - Fuji GRAND宇部 - 家居中心Daiki宇部店 主要企業 - UMG ABS宇部工場 - 日本通運宇部分店 | 行政機關、公共設施 - 宇部市立岬小學 - 宇部市岬親睦中心 郵局 - 宇部岬郵局 其他 - 宇部協立醫院 - 八王子公園 |

## 相鄰車站
西日本旅客鐵道（JR西日本）
■宇部線
草江－宇部岬－東新川

## 注腳
1. ↑  在電氣車研究會『平成二十六年度 鉄道要覧』中，記述宇部線的第二種鐵道事業廢止。
2. ↑  山口縣統計年鑑
3. ↑  . 山口新聞／ニュース. 山口新聞. 2009-10-19  [2009-10-19]. （原始内容存档于2015-06-22） （日语）.

## 外部連結
- 宇部岬｜車站資訊：JR出門網 - 西日本旅客鐵道（日語）